# Сервій Сульпіцій Гальба
Сервій Сульпіцій Гальба (лат. Servius Sulpicius Galba; близько 194 до н. е. — між 135 до н. е. та 129 до н. е.) — політичний, державний та військовий діяч часів Римської республіки, консул 144 року до н. е., видатний оратор.

## Біографія
Походив з патриціанського роду Сульпіціїв. Син Сервія Сульпіція Гальби, претора 187 року до н. е. Здобув гарну освіту, Цицерон вважав його першим красномовцем свого часу.
Про початок кар'єри нічого невідомо. У 168 році до н. е. був військовим трибуном II легіону, з яким брав участь у Третій македонській війні, перемігши у битві при Підні. Після закінчення кампанії вступив у конфлікт з консулом Луцієм Емілієм Павлом Македонським, якому 167 року до н. е. намагався завадити отримати тріумф. У свою чергу останній висловив догану Гальбі за поблажливе ставлення того до полоненого македонського царя Персея. У середині 160-х років до н. е. увійшов до колегії авгурів.
У 151 році до н. е. його обрано претором. На цій посаді домігся свого спрямування до провінції Дальня Іспанія задля війни з кельтіберами та лузітанами. Того ж року внаслідок надмірної самовпевненості зазнав поразки. У 150 році до н. е. після тривалої виснажливої війни проти лузітан з Луцієм Ліцинієм Лукуллом домігся укладання мирної угоди. Але тут виявив підступність та жорстокість, наказавши порубати 8 тисяч лузітан й 22 тисячі напевно рабів, яким було обіцяно мир та отримання землі. Внаслідок цього розпочалася так звана Віріатова війна.
За це у 149 році до н. е. Гальбу в Римі за позовом Луція Корнелія Цетега, сина Гая Корнелія Цетега, консула 197 року до н. е., притягнуто до суду. Його було виправдано завдяки підкупу і приниженим благанням, коли Гальба щоб розчулити судів відвів синів, передавши їх під опіку народу.
У 144 році до н. е. обрано консулом разом з Луцієм Аврелієм Коттою. Намагався отримати як провінцію Дальню Іспанію, щоб знову воювати проти лузітан, але цьому завадив Публій Корнелій Сципіон Еміліан Африканський Молодший.
У 142 році до н. е. уклав політичний союз з Публієм Ліцинієм Крассом Муціаном, який було закріплено шлюбом між їхніми дітьми. У 137 році до н. е. очолив посольство до Криту, де намагався замирити тамтешні міста-держави. По поверненню відійшов від активного політично життя, засідаючи у сенаті. Помер близько 129 року до н. е.

## Красномовство
Майстерність Гальби в першу чергу відзначав Цицерон. Промови Сульпіція вивчалися ще за часів Тита Лівія. Разом з тим вже наприкінці існування Римської республіки стиль Гальби вважався сухим, застарілим, менш вишуканим.
Сервій Сульпіцій першим почав застосовувати специфічні прийоми, зокрема робив приємні відступи, щоб дати слухачам відпочити, волав до співчуття, розтягував промову до декількох годин, застосовуючи обструкцію. Його промови відзначалися живістю та енергійністю. Уславився численними випадками захисту складних й навіть безнадійних випадків.

## Родина
- Сервій Сульпіцій Гальба, консул 108 року до н. е.
- Гай Сульпіцій Гальба, легат 111—110 років до н. е.